# Theosophie (Blavatsky)
Als Theosophie (von griechisch θεοσοφία theosophía „göttliche Weisheit“, englisch theosophy) bezeichnete die russisch-amerikanische Spiritistin Helena Petrovna Blavatsky (1831–1891) ihre esoterische Lehre, die sich auf europäische Traditionen wie Neuplatonismus, Gnosis und Rosenkreuzertum einerseits stützt, andererseits auf indische Religiosität und Spiritualität. Blavatsky erhob den Anspruch, damit einen gemeinsamen wahren Kern in allen Religionen aufzeigen zu können.

## Lehre
Blavatsky definierte den Begriff Theosophie neu und verwendete ihn prinzipiell nur noch für die aus alten östlichen Quellen schöpfenden Lehren der Theosophischen Gesellschaft, die sie 1875 gemeinsam mit Henry Steel Olcott und William Quan Judge in New York gründete. Um sie von der älteren abendländischen Theosophie abzugrenzen, wird die Lehre der Theosophischen Gesellschaft mitunter als „neuere“ oder „moderne“ Theosophie bezeichnet. Die Theosophie Blavatskys sei die Essenz aller großen Religionen und Philosophien, wie sie, seitdem der Mensch denken könne, von einigen Auserwählten gelehrt und praktiziert werde, und bedeute reine göttliche Ethik. Sie erhebt den Anspruch, dass man nicht nur glauben, sondern durch Denken und Wissen zum esoterischen Erkennen durchdringen könne. Dagegen werden alle Definitionen aus Wörterbüchern als Unsinn verworfen, der auf religiösen Vorurteilen und Unwissenheit über den wahren Geist der Rosenkreuzer und der sich selbst Theosophisten nennenden mittelalterlichen Philosophen basiere. In jedem Menschen stecke eine latente Veranlagung zum Hellsehen, die durch okkultes Seelentraining geweckt werden könne.
Blavatskys Theorien fußen auf ihrer abendländisch geprägten Rezeption der hinduistischen Tradition. Sie bezieht sich in ihren Auslassungen auf weise Lehrmeister und besonders auf das von ihr erfundene Buch des Dzyan, dem das Grunddogma zugrunde liegt, dass ein persönlicher Gott undenkbar sei. In ihrem Weltbild durchläuft der Mensch aufeinander folgende Reinkarnationen, die als mit Leiden, Elend und Schmerz verbunden, etwas zu Fürchtendes seien. Dabei spielt das Konzept des Karma eine wichtige Rolle, nach dem die Handlungen des Menschen bestimmen, als was er wiedergeboren wird. Das letzte Ziel des Menschen müsse die „Selbstvergottung“ sein, das Verschmelzen mit dem „absoluten Bewußtsein“. Dazu durchlaufe die sich entwickelnde Menschheit sieben Wurzelrassen. Die Menschen der siebten Wurzelrasse würden zu Göttern werden, die über Planeten regieren. Unser Universum sei nur eines unter unendlich vielen, die zyklisch erschienen, um nach Billionen von Jahren wieder zu verschwinden. Die Entwicklung der Menschheit wird als zyklisch angenommen: Zunächst würden die Menschen in einem rein geistigen Zustand existieren, dann erfolge ein Abstieg in die Materie, bevor am Tiefpunkt ein Wiederaufstieg zur Vergeistigung beginne. Dieser Zyklus der Wurzelrassen ist eingebettet in andere Zyklen von immer größerem zeitlichem Umfang bis hin zu einem „Zeitalter des Brahma“ von 311 Billionen Jahren, in dem das Universum sich voll entfalte. Ihm folge ein gleich großer Zeitraum, in dem es sich wieder zurückentwickle, bis der Vorgang von neuem beginne.

## Rezeption
Die Anthroposophie Rudolf Steiners (1861–1925) ist eine Weiterentwicklung theosophischer Ideen. Steiner war von 1902 bis 1912 Vorsitzender der Deutschen Sektion der Theosophischen Gesellschaft.
Der französische Esoteriker René Guénon (1886–1951) identifizierte unsere gegenwärtige Zivilisation im Sinne der hinduistischen Theosophie der kosmischen Zyklen mit der Epoche des Kali-Yuga.
Gemäß dem Philosophen Ernst Bloch (1885–1977) hat diese „theosophische Kolportage […] mit den christlichen Mystikern alter Zeit nicht einen einzigen Punkt ernstlich gemein.“
Helmut Zander zufolge handelte es sich bei Blavatskys Theosophie um die erste nichtchristliche Religionsgründung nach der Antike in Europa.